# Gordon E. Sawyer Award
Gordon E. Sawyer Award är en speciell Oscar som delas ut av amerikanska filmakademien. Priset har delats ut med ojämna mellanrum sedan Oscarsgalan 1982, och det ges till en person "vars tekniska bidrag har fört industrin framåt". Det är uppkallat efter Gordon E. Sawyer, en före detta ljudansvarig på Samuel Goldwyn Studio, som vann tre stycken Oscar för bästa ljud innan sin död 1980.

## Pristagare
- 1981 (54:e) — Joseph Walker
- 1982 (55:e) — John O. Aalberg
- 1983 (56:e) — Dr. John G. Frayne
- 1984 (57:e) — Linwood G. Dunn
- 1987 (60:e) — Fred Hynes
- 1988 (61:a) — Gordon Henry Cook
- 1989 (62:a) — Pierre Angénieux
- 1990 (63:e) — Stefan Kudelski
- 1991 (64:e) — Ray Harryhausen
- 1992 (65:e) — Erich Kästner
- 1993 (66:e) — Petro Vlahos
- 1995 (68:e) — Donald C. Rogers
- 1997 (70:e) — Don Iwerks
- 1999 (72:a) — Dr. Roderick T. Ryan
- 2000 (73:e) — Irwin W. Young
- 2001 (74:e) — Edmund M. Di Giulio
- 2003 (76:e) — Peter D. Parks
- 2004 (77:e) — Takuo Miyagishima
- 2005 (78:e) — Gary Demos
- 2006 (79:e) — Ray Feeney
- 2007 (80:e) — David Grafton
- 2008 (81:a) — Edwin Catmull
- 2011 (84:e) — Douglas Trumbull
- 2013 (86:e) — Peter W. Anderson
- 2014 (87:e) — David W. Grey